# Марина Александрова
Марина Анфрејевна Пупенина (познатија као Марина Александрова) (Кишкунмајша, 29. август 1982) је руска филмска и позоришна глумица.

## Биографија
Рођена је 29. августа 1982. године у граду Кишкунмајша у Мађарској. Њен отац Андреј Пупенин служио је Совјетској војсци у Мађарској, а њена мајка радила је као професорка на Универзитету Херзен у Санкт Петербургу. Њена најпознатија улога је у ТВ серији Катарина, где је играла улогу Катарине Велике. Награђена је за глумачки допринос наградом Руске Федерације.
Године 1986. породица Пупенин преселила се у насеље близу Бајкалског језера, затим у Тулу, а након тога у Санкт Петербург, 1987. године.
Марина Александрова је 1996. године уписала Драмску школу, а након завршетка специјализирала математику и музику. Од 2006. до 2011. године Марина Александрова је била глумица Савременог позоришта у Москви.

## Приватан живот
7. јуна 2008. године Александрова се удала за глумца Ивана Стебунова, а након две године брака, 2010. године развели су се. 11. јула 2012. године добила је сина који је назван Андреј, баш као и његов отац, телевизијски продуцент, Андреј Болтенко. Друго дете, ћерку добила је у септембру 2015. године, назвавши је Јекатерина.

## Филмографија
| Улоге Јкатерине Климове |                                     |               |                      |          |
| Година                  | Српски назив                        | Изворни назив | Улога                | Напомена |
| 1992.                   |                                     |               | девојчица            |          |
| 2000.                   | Удар на царство                     |               | Мариа Столипина      |          |
| 2001.                   |                                     |               | Аниа                 |          |
| 2001.                   |                                     |               | Лизанка Колокотсева  |          |
| 2002.                   |                                     |               | жена                 |          |
| 2002.                   |                                     |               | Марина               |          |
| 2002.                   |                                     |               | Јулија Балашова      |          |
| 2003.                   | Стара прича - кад је сунце било бог |               | Џива                 |          |
| 2003.                   | Кнегиња Анастасија                  |               | Марија Александровна |          |
| 2004.                   |                                     |               | Лена                 |          |
| 2004.                   |                                     |               | Томачка              |          |
| 2004.                   |                                     |               | Маша (глас)          |          |
| 2005.                   |                                     |               | Полина Гаворонскаја  |          |
| 2005.                   |                                     |               | Валентина Седова     |          |
| 2005.                   |                                     |               | саму себе            |          |
| 2006.                   |                                     |               | Тома                 |          |
| 2006.                   | Транзит                             |               | жена                 |          |
| 2008.                   | Улични тркач                        | [ 4 ]         | Докерова девојка     |          |
| 2008.                   | Метеоролошка станица                | [ 5 ]         | Ирина                |          |
| 2009.                   |                                     |               | руска племкиња       |          |
| 2011.                   |                                     |               | Аниа                 |          |
| 2014.                   |                                     |               | Катарина Велика      |          |

## Спољашне везе
- Марина Александрова на веб-сајту  (језик: енглески)